# Seizo Suzuki
Seizo Suzuki (鈴木 省三 Suzuki Seizō?,  23 de mayo de 1913 - 20 de enero de 2000) (seudónimo de Seizo Wakahayashi) fue un rosalista japonés hibridador de rosas y director del Keisei Rose Research Institute en Japón.

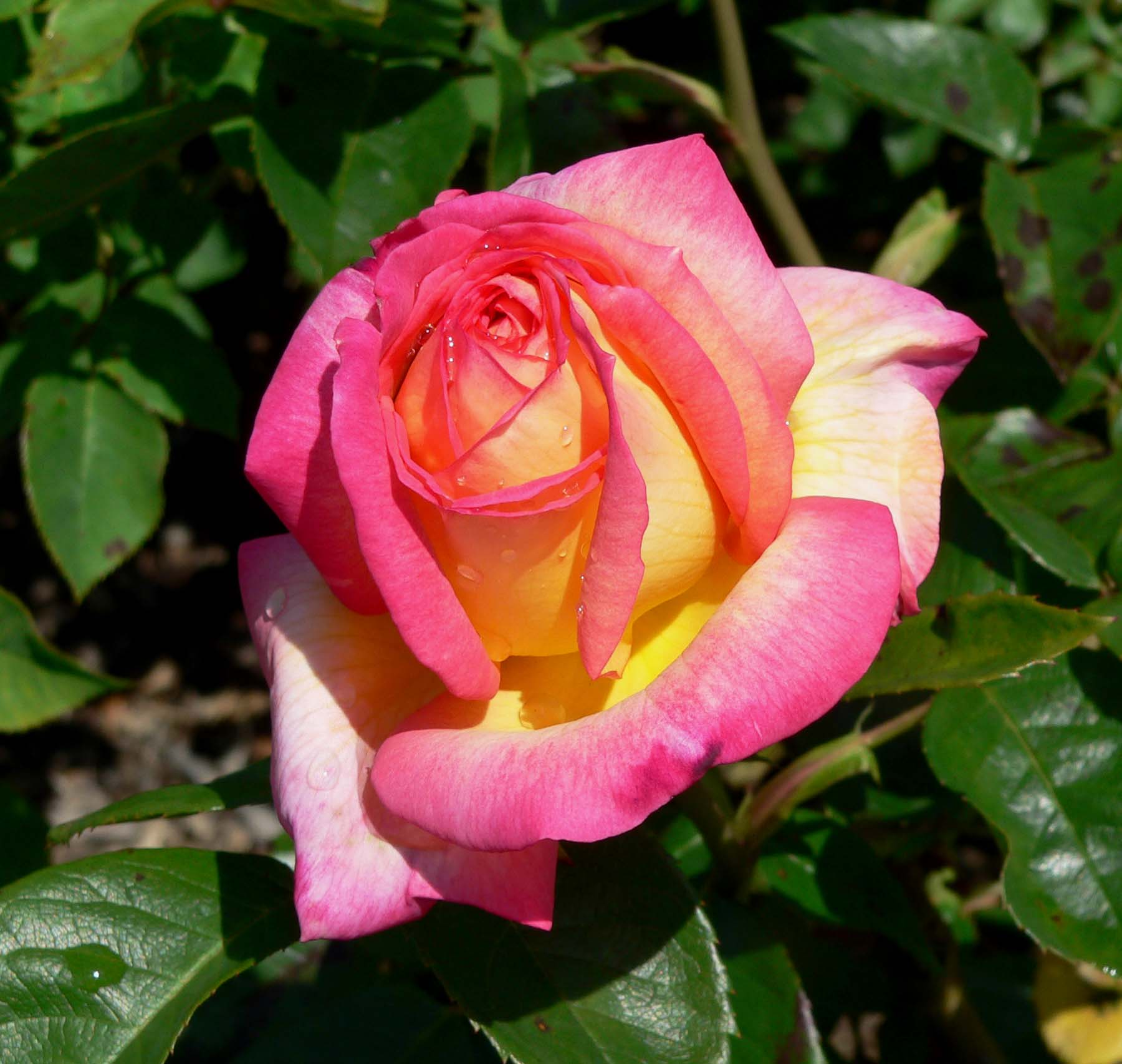
Rosa 'Asagumo' ('Oriental Dawn'), Suzuki 1973

Este rosalista trabajó tanto para la conservación y la investigación como para la creación de nuevas especies de rosas.
Ha sido descrito como uno de los  principales creadores japoneses de rosas modernas. Apodado como « Mister Rose».

## Biografía
Seizo Suzuki nació en 1913 en Koishikawa, en el departamento de Tokio. En 1922, su familia se mudó a Shimoochiai. Después de estudiar en la escuela secundaria pública en Shinjuku, ingresó en la escuela botánica de Tokio donde estudió paisaje y horticultura. Cuando terminó los estudios, siguió perfeccionando su interés por la horticultura y comienza su atención por las rosas.
En 1938, Seizo Suzuki crea en el actual Municipio Okusawa Setagaya una Rosaleda, el « Todorokibaraen» ("jardín zumbido rosa"). Allí comienza a cultivar rosas.
Suzuki con la ayuda de su esposa Haruyo, su colección de 300 variedades de rosa sobrevivieron a la Segunda Guerra Mundial, sentando las bases para su carrera como rosalista profesional. Participa en exposiciones y seminarios en las rosas y su fama se hizo internacional. A petición del ferrocarril Narita, plantó el jardín de rosas Yutsuyûen.
En 1956, Suzuki logró su primer éxito internacional, cuando su cultivar 'Amanogawa' ('The Milky Way'), una amarilla floribunda, fue galardonado con una medalla de bronce en el "International Gardening Association Contest" en Hamburgo.
Cuando fue creada la Keisei Rose Nursery en 1958, se le pidió a Suzuki que liderara su instituto de investigación.
En 1959 se fija en la Rosaleda de Narita, donde se convirtió en director y lo compagina al mismo tiempo con la dirección del "Instituto de investigación de la rosa del Japón". La rosaleda "Todorokibaraen" fue cerrada en 1974, y dedicada sus esfuerzos en la rosaleda de Narita y sus investigaciones sobre el color y la fragancia de las flores.
En sus últimos tiempos Seizo Suzuki estuvo comprometido con la defensa de los creadores de obtentores, es decir, la ley del derecho a la propiedad de las plantas de nueva creación, y en 1978 contribuyó a la creación de una ley de las semillas. A partir de entonces, se retira a un puesto de consejero hasta que murió en el año 2000.

## Aportaciones de rosas nuevas
Suzuki ha creado numerosos obtentores de rosas.
Entre las variedades más populares incluyen, 'French Perfume', 'Gipsy Carnival', 'Kuroshinju', 'Mikado' y 'Olympic Torch' (syn. 'Seika').

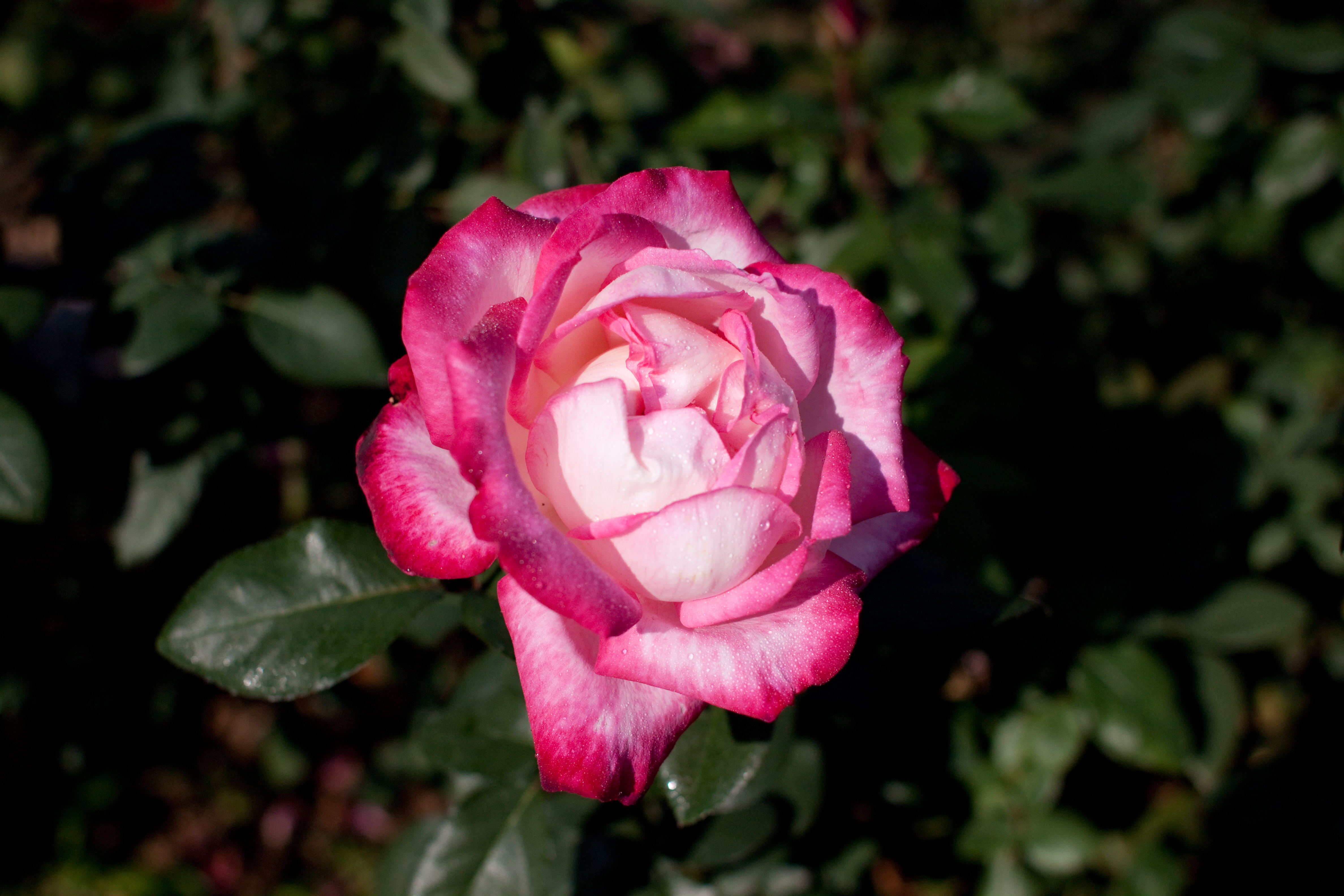
Rosa 'Olympic Torch' (syn. 'Seika'), 1972.
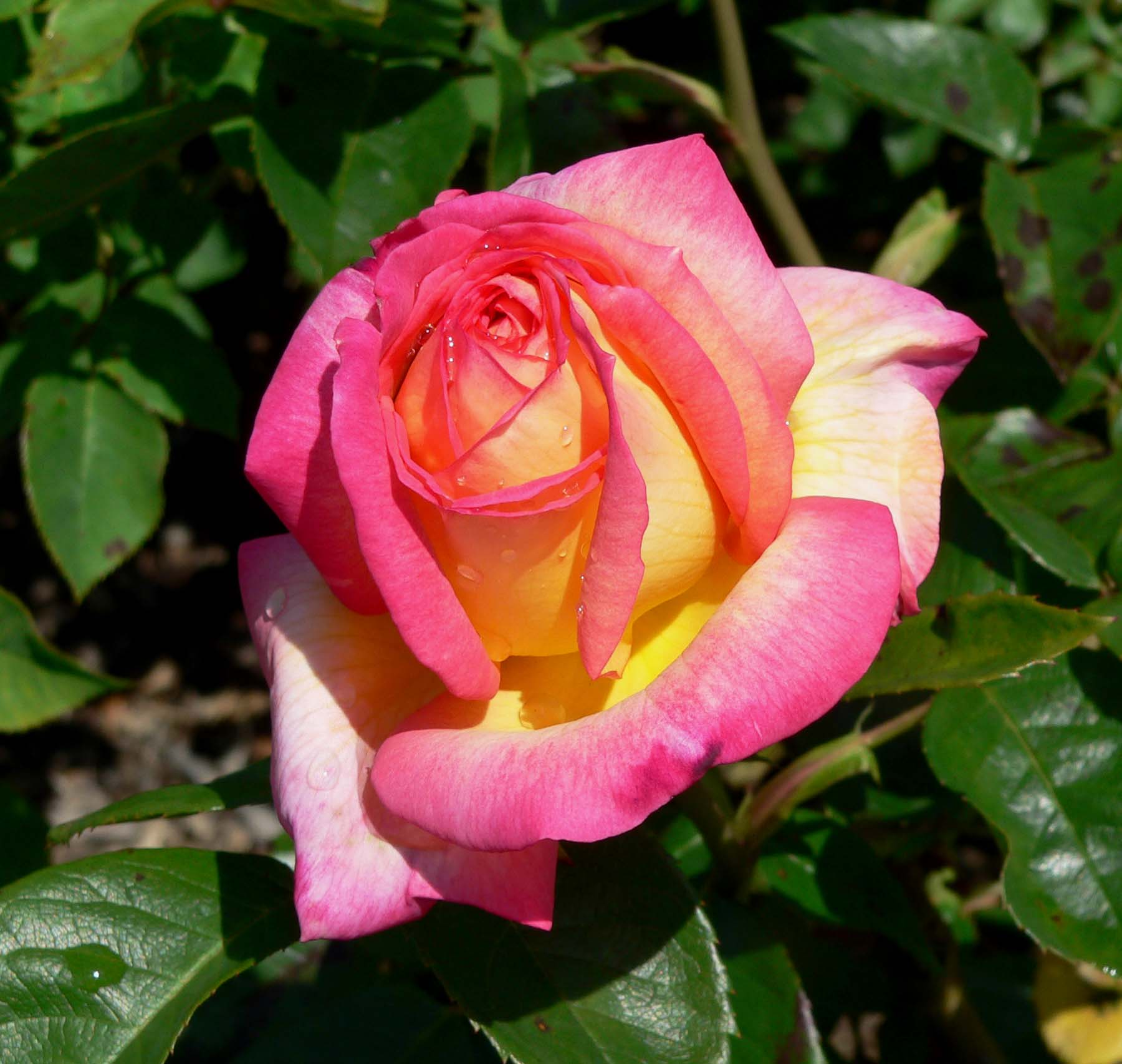
Rosa 'Asagumo' (syn. 'Oriental Dawn') 1973.
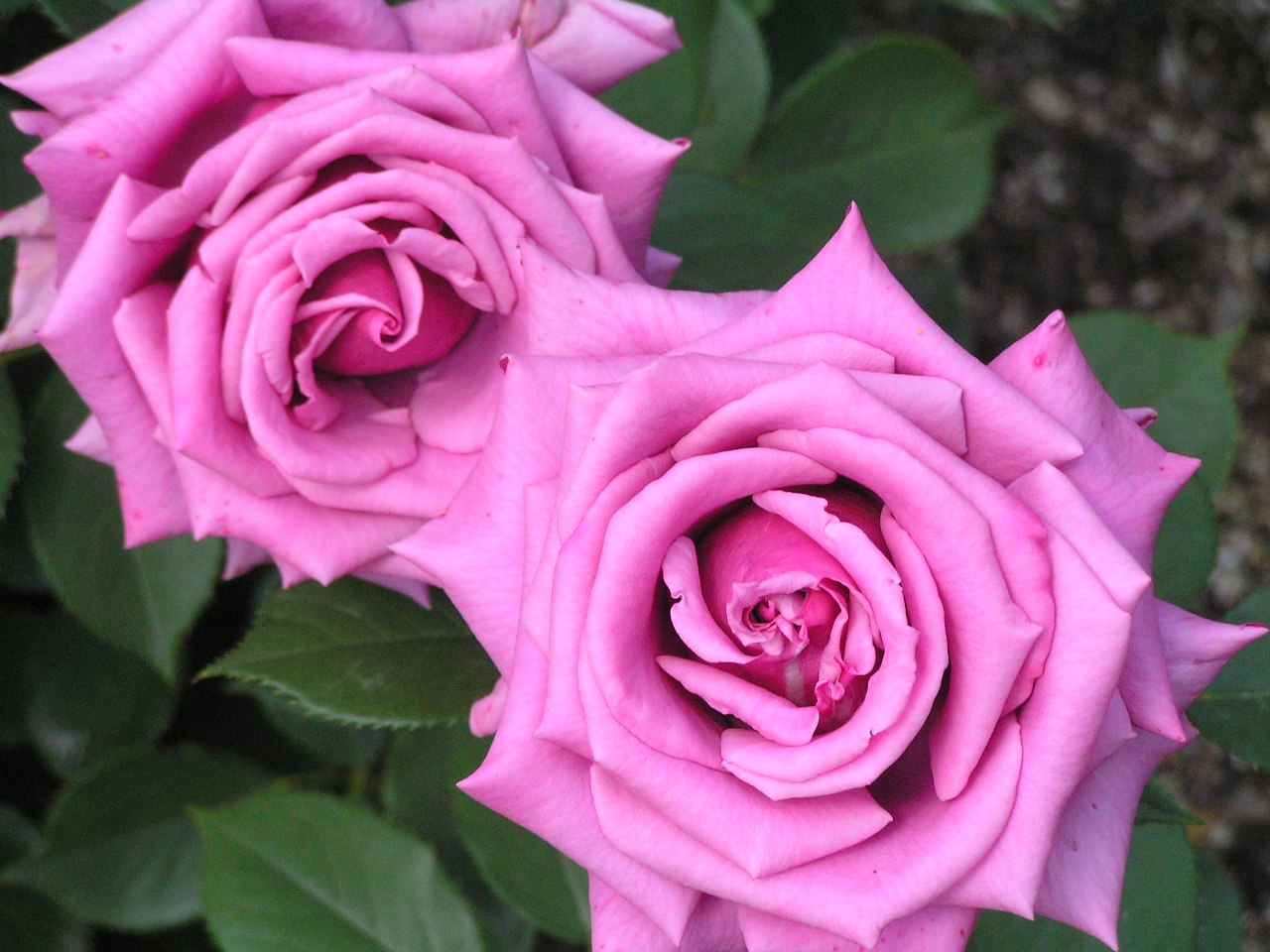
Rosa 'Shozo' (syn. 'Purple Cloud'), 1984. Kitaharima rose garden park.
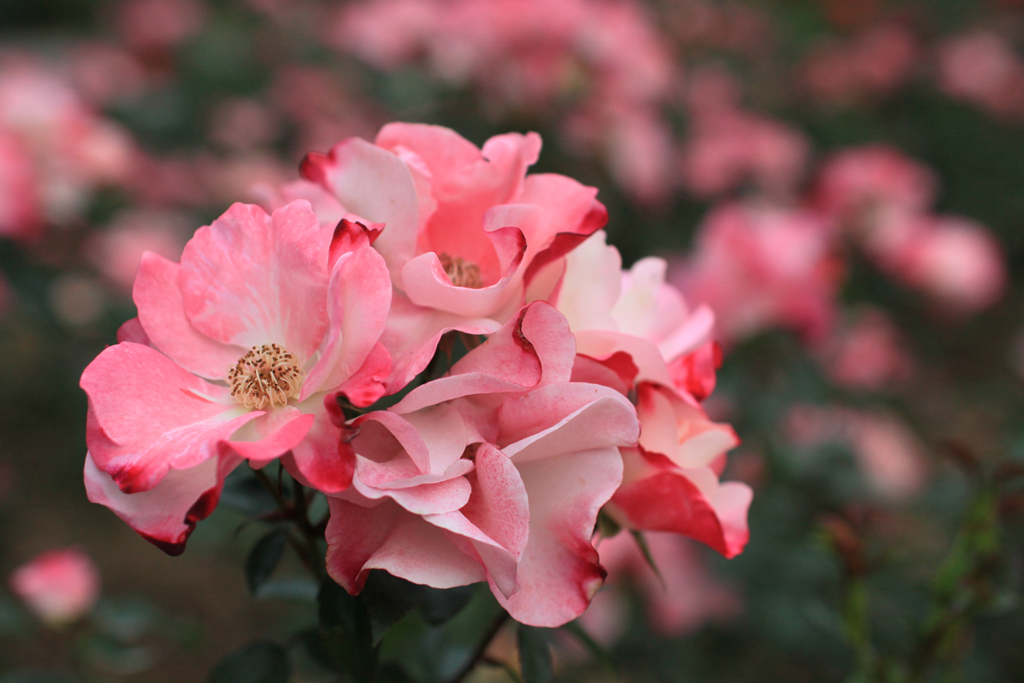
Rosa 'Hana-Gasumi', 1985.
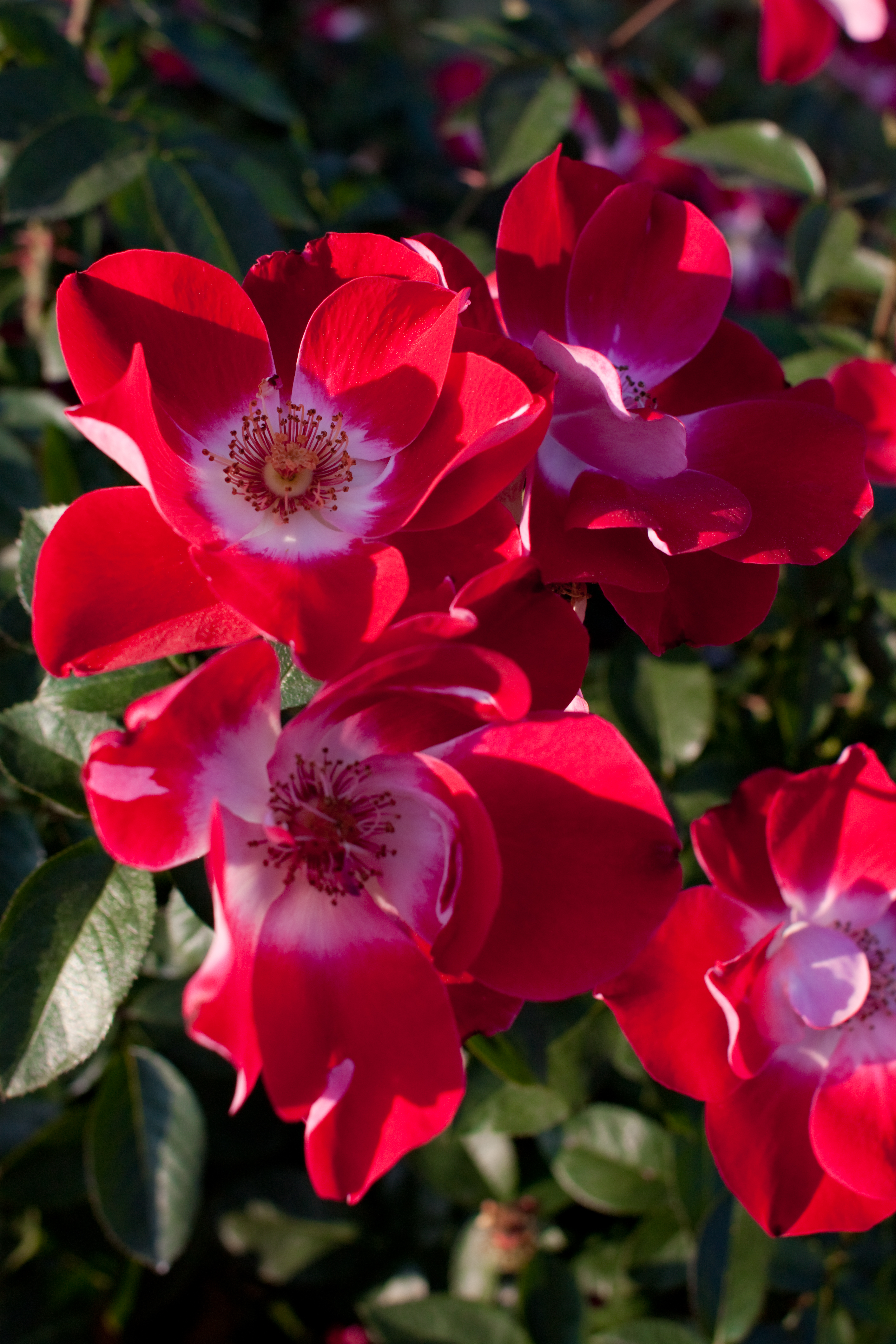
Rosa 'Rendan', 1987.
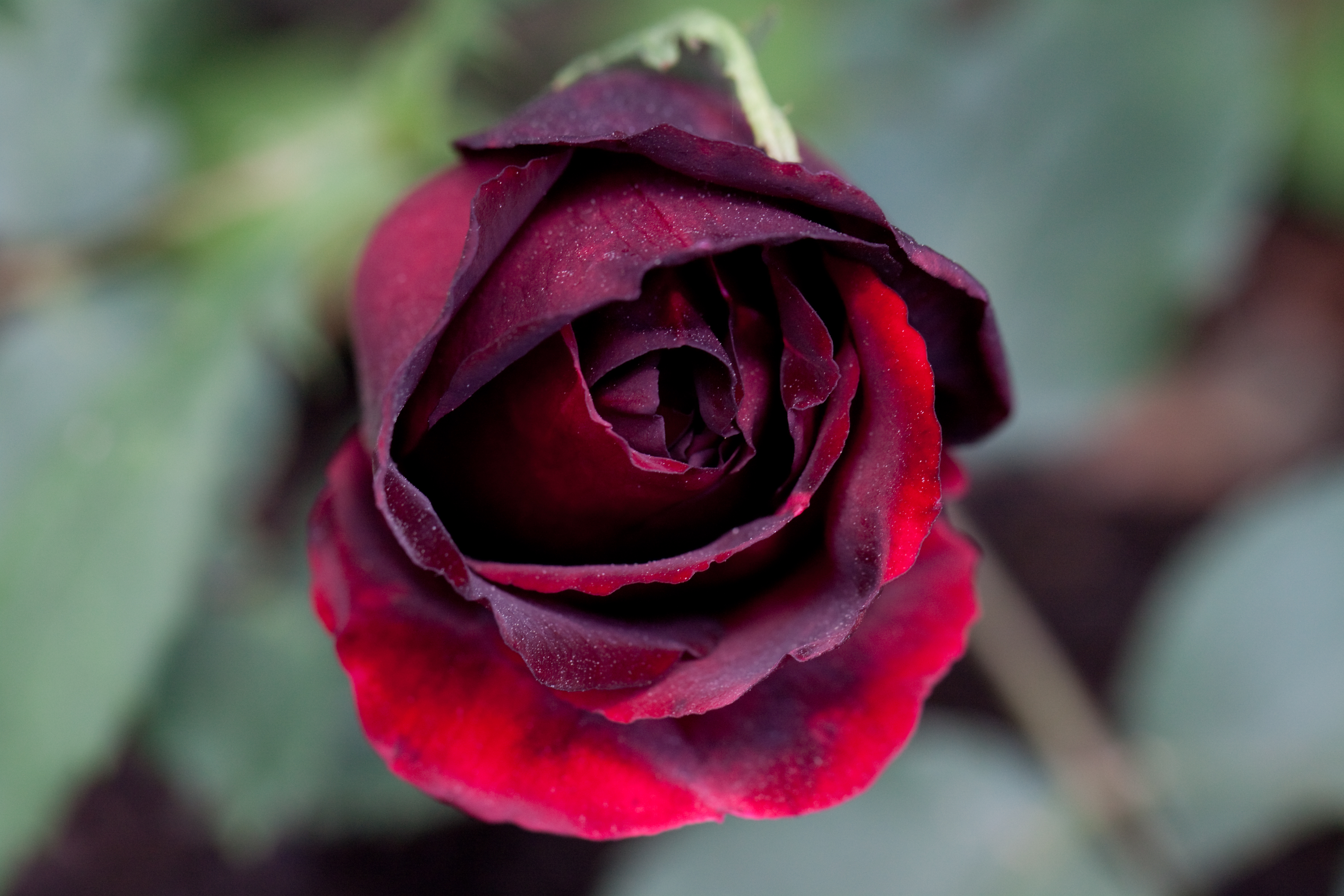
Rosa 'Kuroshinju', 1989.
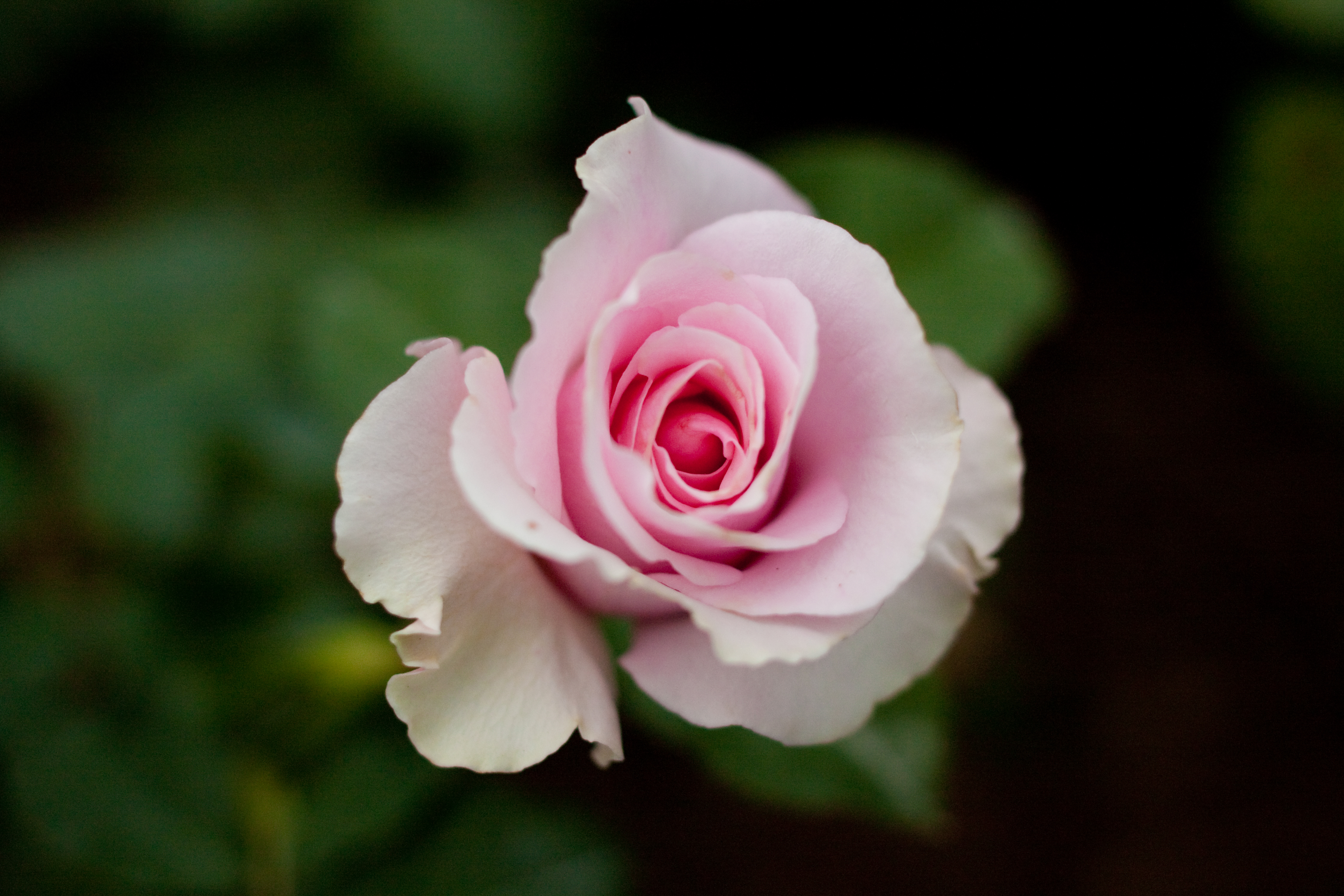
Rosa 'Soushun', 1993.
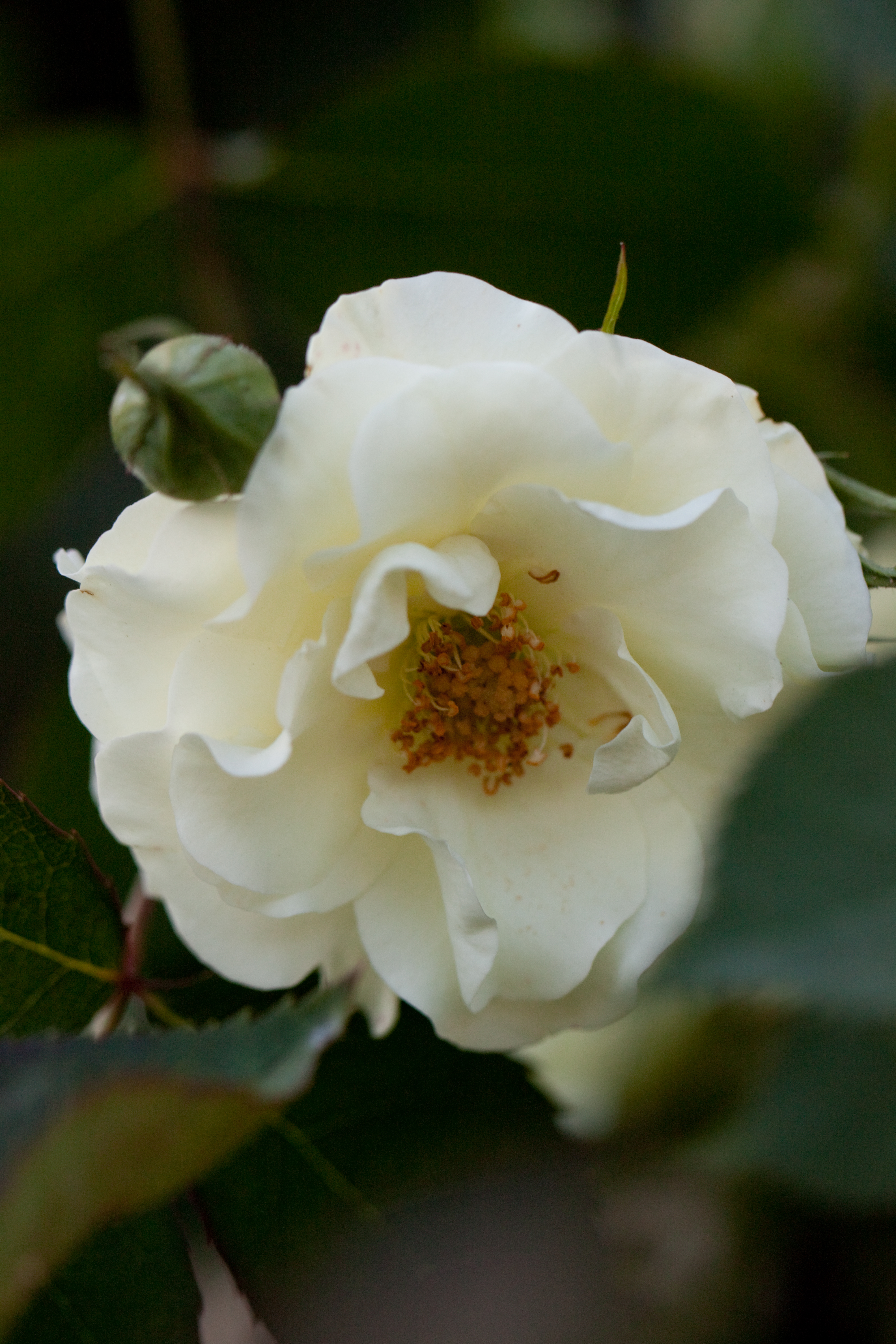
Rosa 'Ryokkoh', 1999.